# Dora Kacnelson
Dora Kacnelson (Dora Borysivna Katsnelson) (jidysz דורה קאַצנעלסאָן; ur. 19 kwietnia 1921 w Białymstoku, zm. 1 lipca 2003 w Hennigsdorfie) – polska historyk, literaturoznawca i slawistka, badaczka dziejów Kresów Wschodnich i polskich zesłańców. Była wdową po Oleksieyu Andrijovicu. Jej stryjem był pisarz Berl Katznelson, działacz syjonistyczny, jeden z twórców powstałego po jego śmierci państwa żydowskiego.

## Życiorys
Była córką Basewy i Barla Kacnelsonów, którzy uciekli z Rosji Radzieckiej do wolnej Polski. Po 1939, kiedy Białystok był okupowany przez wojska sowieckie, przeniosła się wraz z rodzicami do Leningradu. Studiowała na Uniwersytecie Leningradzkim, na Wydziale Filologii Rosyjskiej. Po studiach doktoranckich z polskiej literatury i po obronie doktoratu (1946–1949) Mickiewicz a twórczość ludowa, została skierowana przez Ministerstwo Szkolnictwa na Białoruś, gdzie prowadziła wykłady w Wyższej Szkole Pedagogicznej w Połocku. W tym czasie często dojeżdżała do Wilna i w tamtejszych archiwach pracowała nad polonicami literackimi i historycznymi, które wykorzystywała w późniejszych publikacjach. Poznała wówczas wielu polskich naukowców, którzy pozostali na ziemi ojczystej. Ich losy opisała w pracy Polscy naukowcy Wilna i Lwowa pod okupacją sowiecką, wydanej przez Instytut Kultury w Paryżu pod zmienionym wbrew jej intencjom tytułem Polscy naukowcy Wilna i Lwowa 1939-1941. W 1961 otrzymała pracę w Wyższej Szkole Pedagogicznej w mieście Czyta na Syberii, gdzie przebywała 5 lat. Badała wówczas w Okręgowym Archiwum Męczeństwa m.in. katalogi zesłańców, znajdując w nich wiele dokumentów dotyczących polskich powstańców. Po poparciu protestu studentów, niesłusznie wyrzuconych z uczelni, musiała opuścić Czytę. Przeniosła się do Drohobycza, gdzie spotkał ją podobny los. W 1983 została wyrzucona z tamtejszej WSP za to, że wbrew zakazowi sekretarza partii pojechała do Kijowa na IX Światowy Zjazd Slawistów. Była wiceprezesem gminy żydowskiej w Drohobyczu i równocześnie wielką polską patriotką, była m.in. działaczką Towarzystwa Kultury Polskiej Ziemi Drohobyckiej.
W 2002 została odznaczona Medalem Polonia Mater Nostra Est.
Pracę naukową od zamieszkania w Drohobyczu łączyła z pracą społeczną i charytatywną, utrzymując żywe kontakty z polskimi i żydowskimi ośrodkami na Ziemi Lwowskiej, a odwiedzając po wsiach i miasteczkach polskie rodziny i samotnie mieszkających Polaków, zdobywała dla nich tylko sobie znanymi środkami pomoc materialną. Równocześnie prowadziła nad polską diasporą badania, usiłując w życiorysach jej członków znaleźć odpowiedź na nurtujące ją podstawowe pytanie: dlaczego nie wyjechali do Ojczyzny i czy wyboru dokonali świadomie? Niestety, wyników tych badań już nie poznamy. Była wielką zwolenniczką dialogu i porozumienia polsko-żydowsko-ukraińskiego, a także polsko-litewskiego, dając temu wyraz w swych wystąpieniach na różnych spotkaniach, w listach i publikacjach. Polaków krytykowała za „naszą pańskość” w stosunku do innych narodowości, a polskie władze za brak serca dla pozostających na Kresach rodaków, zwłaszcza tych samotnych i schorowanych, często zapomnianych w domach państwowej opieki, o polskich dzieciach w sierocińcach, a także o byłych żołnierzach Wojska Polskiego i Armii Krajowej. Z kolei Ukraińców krytykowała za ich obsesyjną niechęć do Polaków, u niektórych graniczącą ze ślepą, niezrozumiałą nienawiścią. Umiała też spojrzeć krytycznie na poczynania przedstawicieli swego narodu. Miała zdecydowanie negatywny stosunek do Jana Grossa za jego publikację o Jedwabnem. Potępiała kradzież fresków Brunona Schulza z Drohobycza, dokonana przez Jad Waszem i żądała ich zwrotu.
W 1992 powstał biograficzny film dokumentalny pt. Ojczyzna dwóch narodów w reżyserii Aliny Czerniakowskiej.
W 2020 r. za swą działalność została pośmiertnie uhonorowana nagrodą „Semper Fidelis” przyznaną przez Instytut Pamięci Narodowej.

## Wybrana twórczość
- Z dziejów polskiej pieśni powstańczej XIX wieku: folklor powstania styczniowego (Seria ‘Rozprawy Literackie’ nr 7), Polska Akademia Nauk. Komitet Nauk o Literaturze Polskiej, Wrocław: Zakład Narodowy im. Ossolińskich, 1974.
- Russkie pesni o revolûcionnyh vystupleniâh v Pol'še, Litve i Belorussi (1861-1862 gg.), Moskva: Nauka, 1967.
- Poezja Mickiewicza wśród powstańców: wiek XIX: z archiwów Wilna, Lwowa i Czyty, Kraków: Universitas, 1999.
- Rok 1863 na Polesiu Kijowskim: pamiętnik Józefa Sobkiewicza (współautor oprac. Krzysztof Gębura), Siedlce: Akademia Podlaska, 2000. ISBN 83-7051-109-0.
- Skazani za lekturę Mickiewicza: z archiwów Lwowa i Wilna, Lublin: Norbertinum, 2001.
- Polscy naukowcy Wilna i Lwowa 1939-1941, Paryż.
- Poljaki v Rossii: istorija ssylki i deportacii: tezisy dokladov i materialy, Sankt-Petersburg: Pol’. Istoričeskoe Obščestvo Sankt Petersburga, 1995
- Kilka szczegółów z pobytu Gustawa Ehrenberga w katordze nerczyńskiej, Pamiętnik Literacki, t. 60: 1969.
- Trzy nieznane epizody bocheńskie z pierwszej połowy XIX wieku w dokumentach Archiwum Historycznego we Lwowie, Rocznik Bocheński, t. 4: 1996.
- Żydowscy profesorowie-filolodzy na Uniwersytecie Leningradzkim w czasie prześladowań stalinowskich (1937-1952): wspomnienia, Studia Judaica, 2000 nr 1, s. 99–112
- Odrodzenie polskości: szkic petersburski, Rocznik Wschodni, [R. 2]: 1995, s. 44–47
- Raport austriackiego szpiega – z Mickiewiczowskich archiwaliów we Lwowie, Arcana, 1998 nr 6 s. 55–58
- O prześladowanych za lekturę Mickiewicza: (na podstawie lwowskich materiałów archiwalnych) [fragm.], Akcent, 1997 nr 3 s. 172–175
- Przemyski epizod z dziejów niedozwolonego rozpowszechniania „Ksiąg narodu i pielgrzymstwa” Adama Mickiewicza [fragm.], Rocznik Przemyski, 2002 z. 1 s. 17–26
- Polscy spiskowcy a rewolucja węgierska 1848-1849 r.: (w świetle archiwów lwowskich), Biuletyn Ukrainoznawczy, [Nr] 7: 2001, s. 18–31